# Трезвинский, Степан Евтропьевич
Степан Евтропьевич (Евтропович) Трезвинский (28 ноября (10 декабря) 1860, с. Семигоры, Каневский уезд, Киевская губерния — 21 марта (или мая) 1942, Москва) — российский и советский оперный певец (бас-профундо), солист Большого театра в 1889—1928 гг. Герой Труда (1924). Заслуженный артист Республики (1924).
Муж певицы Е. Г. Азерской.

## Биография
Родился в семье священника Успенской церкви Евтропия Лукьяновича Трезвинского в селе Семигоры Каневского уезда Киевской губернии (ныне — Богуславский район, Киевская область, Украина).
Пел в Нижегородском церковном хоре п/у Городецкого. Окончил Киевскую духовную семинарию. В 1885 был принят на работу учителем Нижегородского начального училища. Однако долго в этой должности не продержался — уехал в Москву поступать в консерваторию.
В 1885—1889 — в Московской консерватории, педагоги: по вокалу — К. Эверарди и Дж. Гальвани (возможно, что среди его педагогов был Э. Тальябуэ); преподаватель оперного класса — Ф. П. Комиссаржевского. В 1891, 1894 и 1903 (в летние месяцы) совершенствовался в Италии.
Некоторые оперные партии готовил под руководством режиссёра Малого театра А. П. Ленского, позднее с К. И. Кржижановским.
В 1889—1928 гг. — солист московского Большого театра (дебютировал в партии Зарастро — «Волшебная флейта» В. А. Моцарта, дебют прошёл столь удачно, что он немедленно был зачислен в императорский Большой театр). В труппе Большого театра гастролировал в Одессе, Н. Новгороде (1894), Новочеркасске, Екатеринодаре, Казани, Ростове-н/Д.
Большую часть творчества занимала концертная деятельность. С 1902 года певец участвовал в работе Кружка любителей русской музыки. В годы Первой мировой войны 1914—1918 стал инициатором создания фонда «Помощь бедным, обращающимся за содействием к артистам». Только за эти военные он организовал свыше 100 благотворительных концертов.
Среди его концертного репертуара: «Сотворение мира» («Die Schöpfung») Й. Гайдна (1-й исполнитель в Москве, 20 марта 1898, п/у В. И. Сафонова), Мессе C-Dur и финал 9-й симфонии Л. Бетховена. Исполнял романсы. Пел п/у У. И. Авранека, И. К. Альтани, А. С. Аренского, Д. И. Похитонова, В. И. Сука, С. Танеева, Н. Фёдорова, П. Фельдта.
После 1917 года остался в Большом театре и принимал активное участие в организации концертов корпорации артистов-солистов Большого театра, шефских концертов для красноармейцев и рабочих, провёл свыше 60 тематических концертов в Большом зале Московской консерватории.
Пружанский А. М. пишет: «Обладал мощным голосом красивого тембра».
Покинув профессиональную сцену как певец, продолжил ещё некоторое время свою работу там: в 1922—1924 — инспектор хора и комендант сцены Большого театра.
В 1929—31 гг. — инспектор труппы Государственного оперного театра им. К. С. Станиславского и заведующий оперной студией.
Кроме того, Трезвинский много занимался общественной работой: был членом Музыкального совета московского Дома ученых, оказывал помощь участникам самодеятельности.
Скончался в 1942 году в Москве, похоронен на Новодевичьем кладбище.
Архивные материалы певца хранятся в РГАЛИ, ф. 911, 30 ед. хр., 1893—1944.

## Оперный репертуар
Около 65 партий, в том числе:.
- 1890 — «Африканка» Дж. Мейербера — Брамин
- 1890 — «Сон на Волге» А. С. Аренского — Ближний боярин (первый исполнитель)
- 1891 — «Отелло» Дж. Верди — Лодовико (впервые в Большом театре)
- 1892 — «Ролла» А. Симона — Микельанджело (первый исполнитель)
- 1893 — «Иоланта» П. Чайковского — Рене (впервые в Большом театре)
- 1893 — «Снегурочка» Н. Римского-Корсакова — Бермята (впервые в Большом театре)
- 1894 — «Зигфрид» Р. Вагнера — Фафнер
- 1895 — «Дубровский» Э. Направника — Андрей Дубровский (впервые в Большом театре)
- 1895 — «Мелузина» И. Трубецкого — Даниил (первый исполнитель)
- 1895 — «Гугеноты» Дж. Мейербера — Марсель
- 1895 — «Тушинцы» П. Бларамберга — Степан Редриков (первый исполнитель)
- 1896 — «Ромео и Джульетта» Ш. Гуно — Отец Лоренцо (впервые в Большом театре)
- 1897 — «Генрих VIII» К. Сен-Санса — Кранмер
- 1897 — «Песнь торжествующей любви» А. Симона — Отец Лоренцо (первый исполнитель)
- 1898 — «Князь Игорь» А. Бородина — Кончак (впервые в Большом театре)
- 1898 — «Ночь перед Рождеством» Н. Римского-Корсакова — Чуб (впервые в Большом театре)
- 1899 — «Троянцы в Карфагене» Г. Берлиоза — Нарбал
- 1899 — «Забава Путятишна» М. Иванова — Илья Муромец (первый исполнитель)
- 1900 — «Принцесса Греза» Ю. Блейхмана — Трофимий (первый исполнитель)
- 1900 — «Ледяной дом» А. Корещенко — Хрущов (первый исполнитель)
- 1901 — «Анджело» Ц. Кюи, 2-я ред. — Анджело Малипьери (первый исполнитель)
- 1901 — «Псковитянка» с включением «Боярыня Вера Шелога» Н. Римского-Корсакова, 3 ред. — Князь Юрий Иванович Токмаков (впервые в Большом театре)
- 1901 — «Сын мандарина» Ц. Кюи — Кау-Цинг (впервые в Большом театре)
- 1902 — «Валькирия» Р. Вагнера — Хундинг (впервые в Большом театре)
- 1902 — «Вражья сила» А. Серова — Илья
- 1903 — «Рафаэль» А. С. Аренского — Кардинал Бибиена (впервые в Большом театре)
- 1903 — «Добрыня Никитич» А. Гречанинова — Владимир Красное солнышко (первый исполнитель)
- 1904 — «Наль и Дамаянти» А. Аренского — Бима (первый исполнитель)
- 1904 — «Опричник» П. Чайковского — Жемчужный (п/у С. В. Рахманинова[3])
- 1906 — «Каменный гость» А. Даргомыжского; ред. и инструментовка Н. Римского-Корсакова — Статуя Командора (первый исполнитель)
- 1906 — «Садко» Н. Римского-Корсакова — Лука Зиновьич (впервые в Большом театре)
- 1907 — «Нерон» А. Рубинштейна — Балбил
- 1908 — «Сказание о невидимом граде Китеже и деве Февронии» Н. Римского-Корсакова — Бедяй (впервые в Большом театре)
- 1909 — «Кавказский пленник» Ц. Кюи — Фехердин (впервые в Большом театре)
- «Жизнь за царя» М. Глинки — Иван Сусанин
- «Руслан и Людмила» М. Глинки — Фарлаф
- «Борис Годунов» М. Мусоргского — Пимен
- «Рогнеда» А. Серова — Старик-странник
- «Юдифь» А. Серова — Озия
- «Евгений Онегин» П. Чайковского — Гремин
- «Иоланта» П. Чайковского — Рене
- «Пиковая дама» П. Чайковского — Сурин
- «Золотой петушок» Н. Римского-Корсакова — Полкан
- «Царская невеста» Н. Римского-Корсакова — Григорий Малюта Скуратов
- «Алеко» С. В. Рахманинова — Старый цыган
- «Волшебная флейта» В. А. Моцарта — Зарастро
- «Роберт-Дьявол» Дж. Мейербера — Бертрам
- «Жидовка» Ж. Ф. Галеви — Кардинал де Броньи
- «Лючия ди Ламмермур» Г. Доницетти — Раймонд Бидебенд
- «Аида» Дж. Верди — Рамфис
- «Лоэнгрин» Р. Вагнера — Генрих-Птицелов
- «Летучий голландец» Р. Вагнера — Даланд

## Награды
- Герой Труда (1924)
- Заслуженный артист Республики (1924).